# Pachore
Pachore é uma cidade e uma nagar panchayat no distrito de Rajgarh, no estado indiano de Madhya Pradesh.

## Demografia
Segundo o censo de 2001, Pachore tinha uma população de 20,940 habitantes. Os indivíduos do sexo masculino constituem 53% da população e os do sexo feminino 47%. Pachore tem uma taxa de literacia de 59%, inferior à média nacional de 59.5%: a literacia no sexo masculino é de 68% e no sexo feminino é de 48%. Em Pachore, 17% da população está abaixo dos 6 anos de idade.